# Mohiniattam

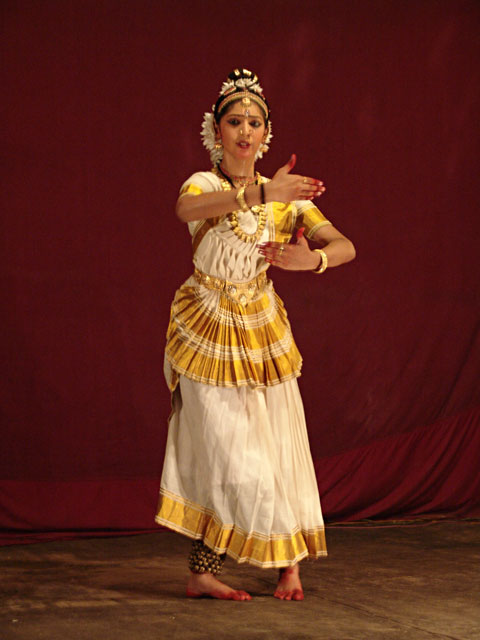
Danseuse de Mohiniyattam

Le Mohiniyattam (également appelé Mohiniattam ou mohiniattom, en malayalam: മോഹിനിയാട്ടം), littéralement « danse de l’enchanteresse », est une danse sacrée pratiquée dans le sud-ouest de l'Inde, principalement au Kerala. C'est une des huit formes de la danse classique indienne. Le terme Mohiniyattam provient des mots Mohini qui signifie « la femme qui charme la vue » et attam qui désigne la grâce des mouvements. Ainsi, « Mohiniyattam » peut être traduit par « danse de l'enchanteresse ».
Jadis[Quand ?], le Mohiniattam était pratiqué par les devadâsî dans les temples du Kerala. Le Mohiniattam retrace deux histoires de la mythologie hindoue, mettant en scène le dieu Vishnou. Dans la première, Vishnou prend la forme d'une mohini pour ensorceler les démons asura qui avaient volé aux dieux le nectar d'immortalité. Devant les démons fascinés, Vishnou distribue l'amrita aux autres dieux. Dans un autre récit, Vishnou se transforme en mohini pour troubler l'esprit de Bhasmasura et délivrer le dieu Shiva retenu prisonnier par le démon.
Le mohiniattam se caractérise par des mouvements amples et délicats, et des gestes extrêmement gracieux de la tête et des mains. Les mouvements des yeux et l'expression du regard ont une importance particulière, car la danseuse doit ensorceler l'esprit sans éveiller la sensualité. On recense une quarantaine de mouvements spécifiques au mohiniattam, dont l'ensemble est dénommé atavukal.
La danseuse porte une tenue caractéristique de cette danse, elle est généralement vêtue d'un sari blanc à bordure dorées, le kasavu, ainsi qu'un kasumalai, un collier typique fait d'éléments en forme de pièces. La danseuse est coiffée d'un chignon sur le côté, entouré d'une couronne de fleurs blanches (appelé gajra en Inde du Nord).
Les musiques couramment utilisés pour les danses de Mohiniattam comportent entre autres celles composées par les Thanjavur Quartet (en), ou les poèmes Ashtapadi (en) de Jayadeva.

## Galerie

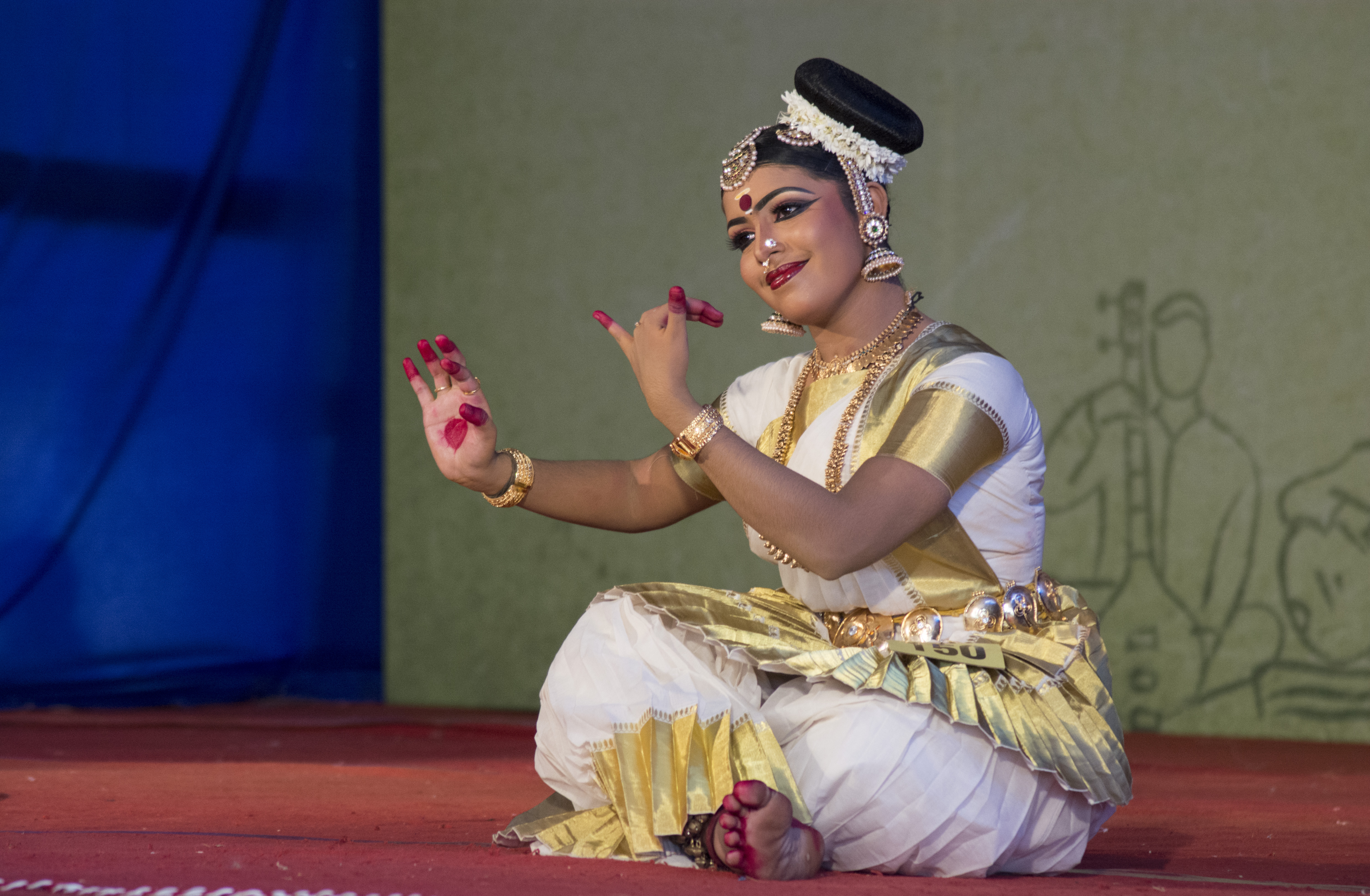
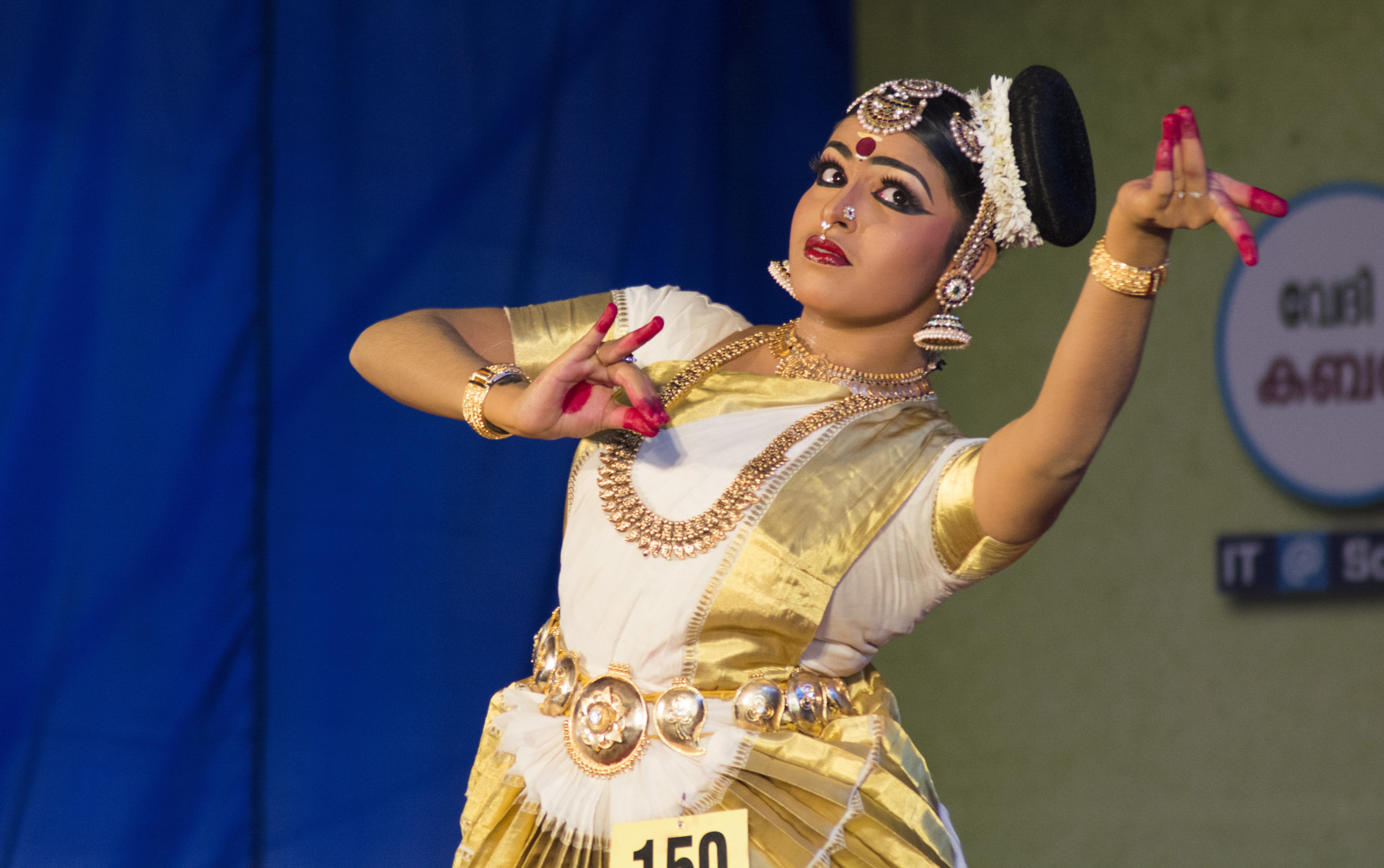
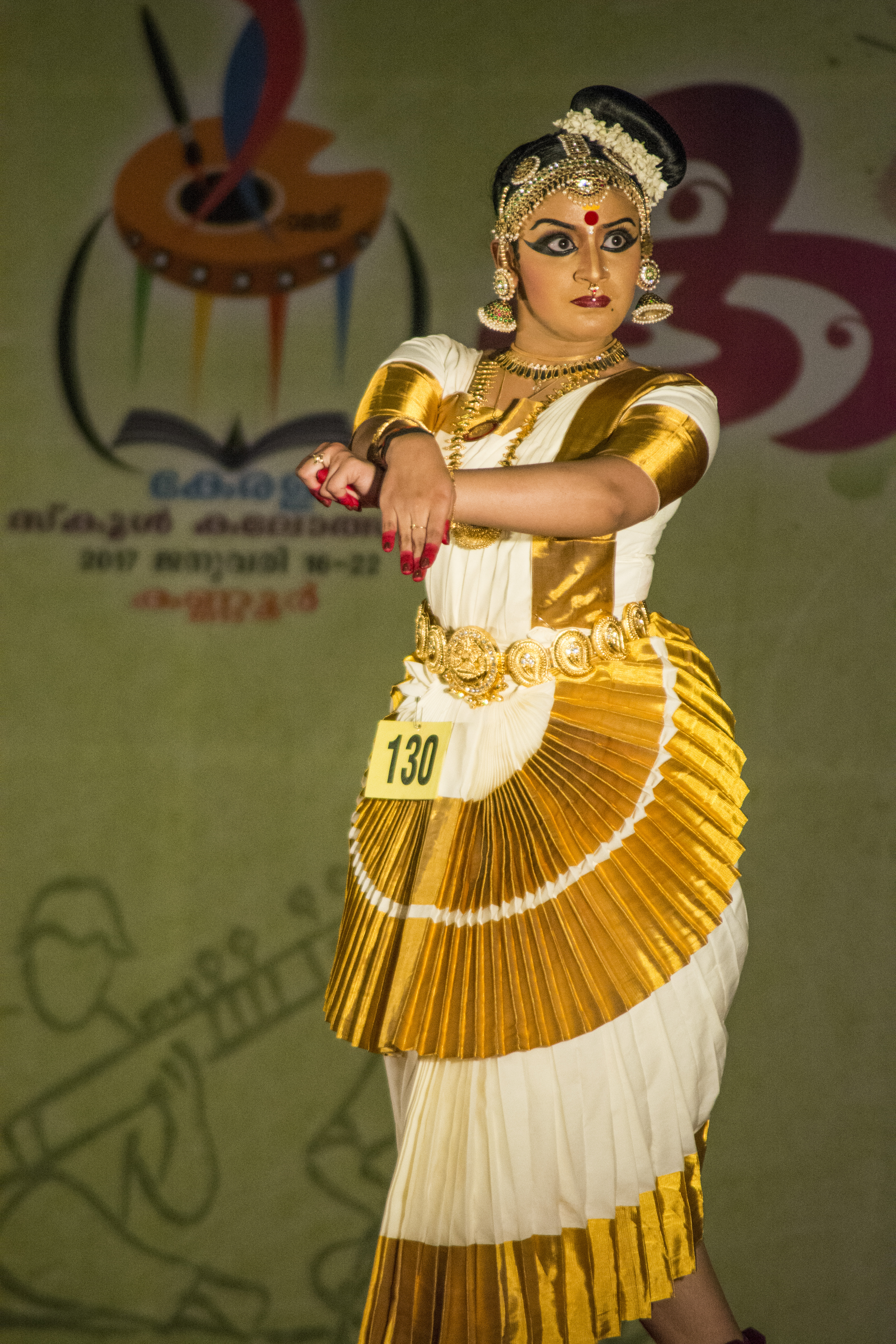
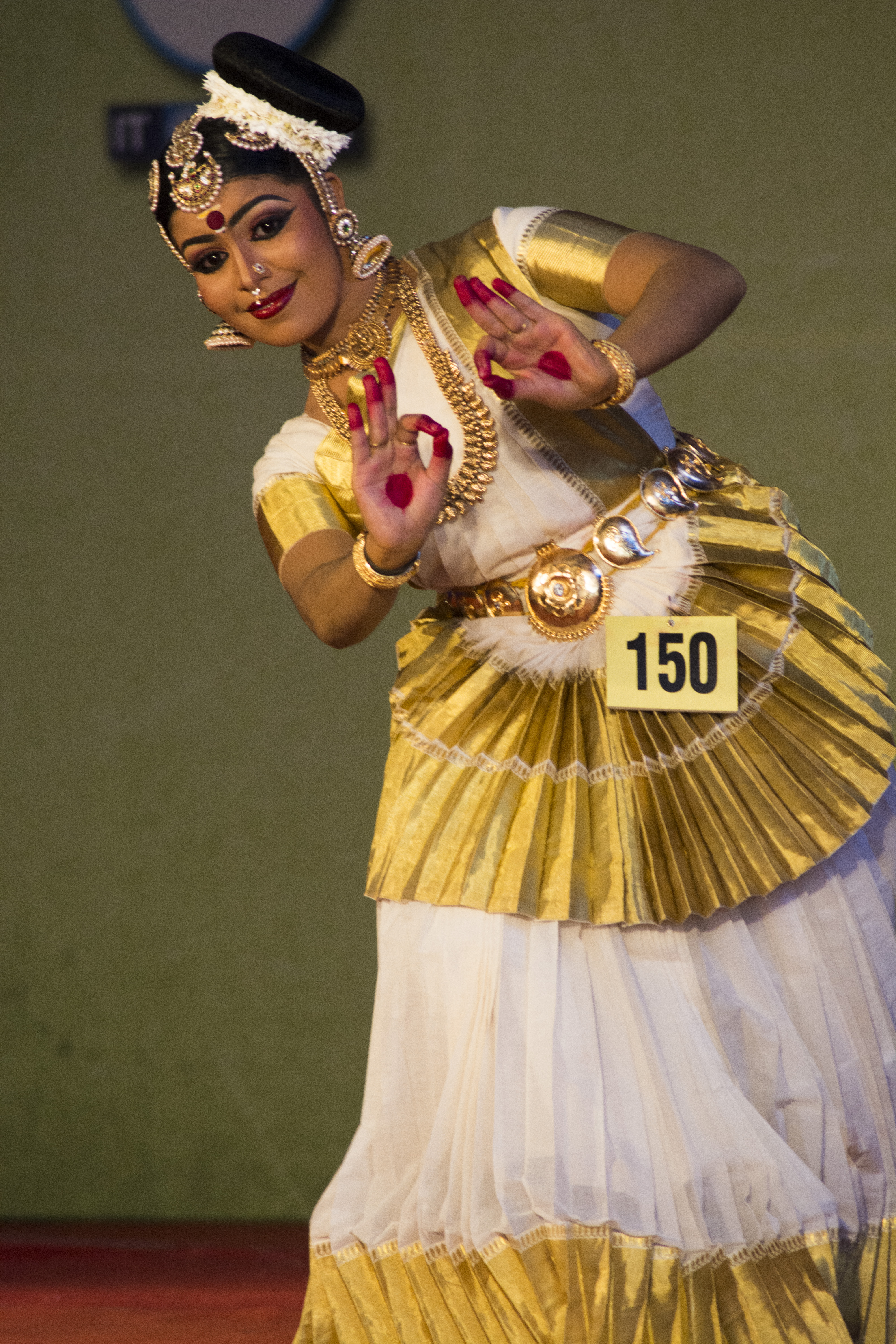
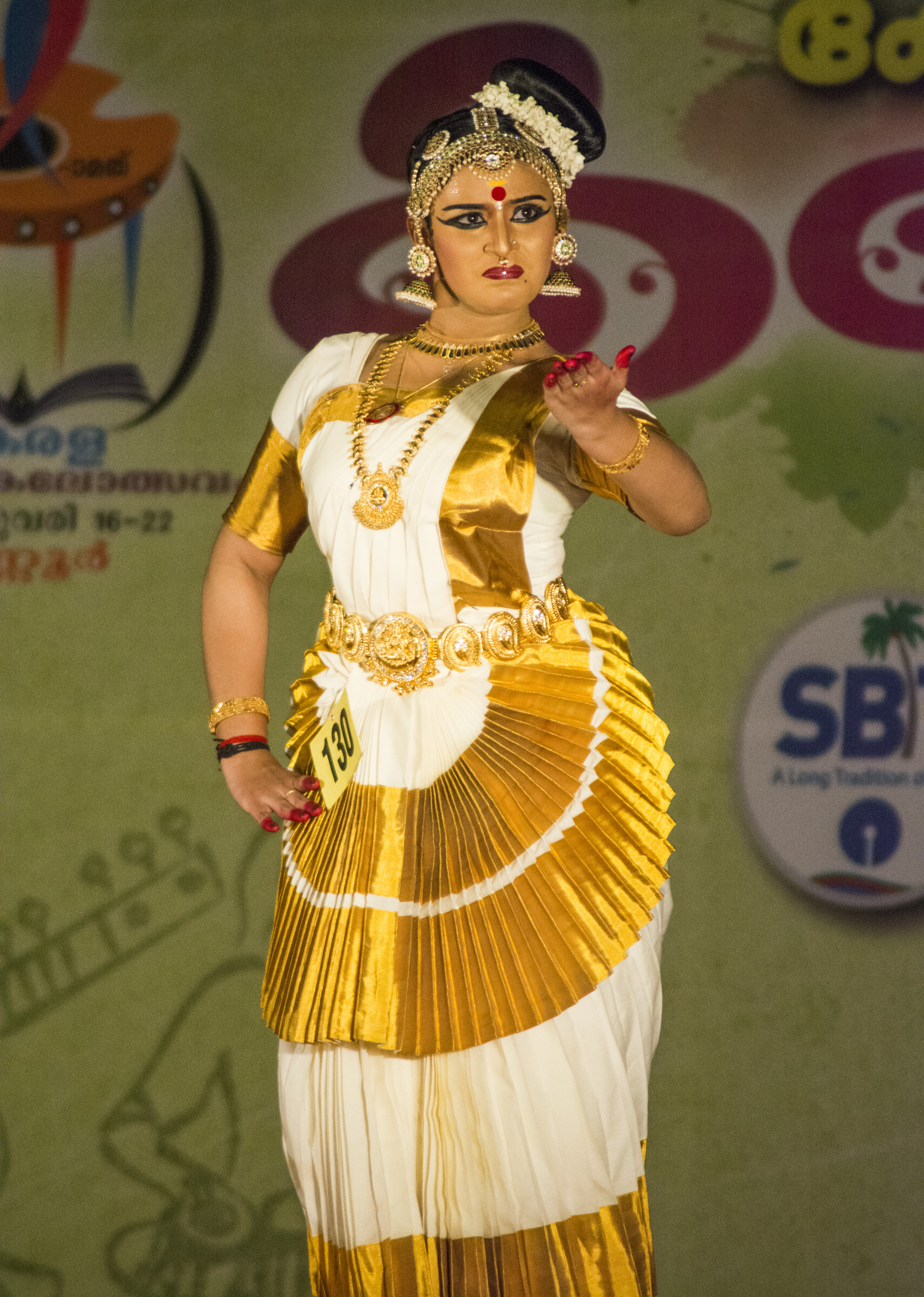
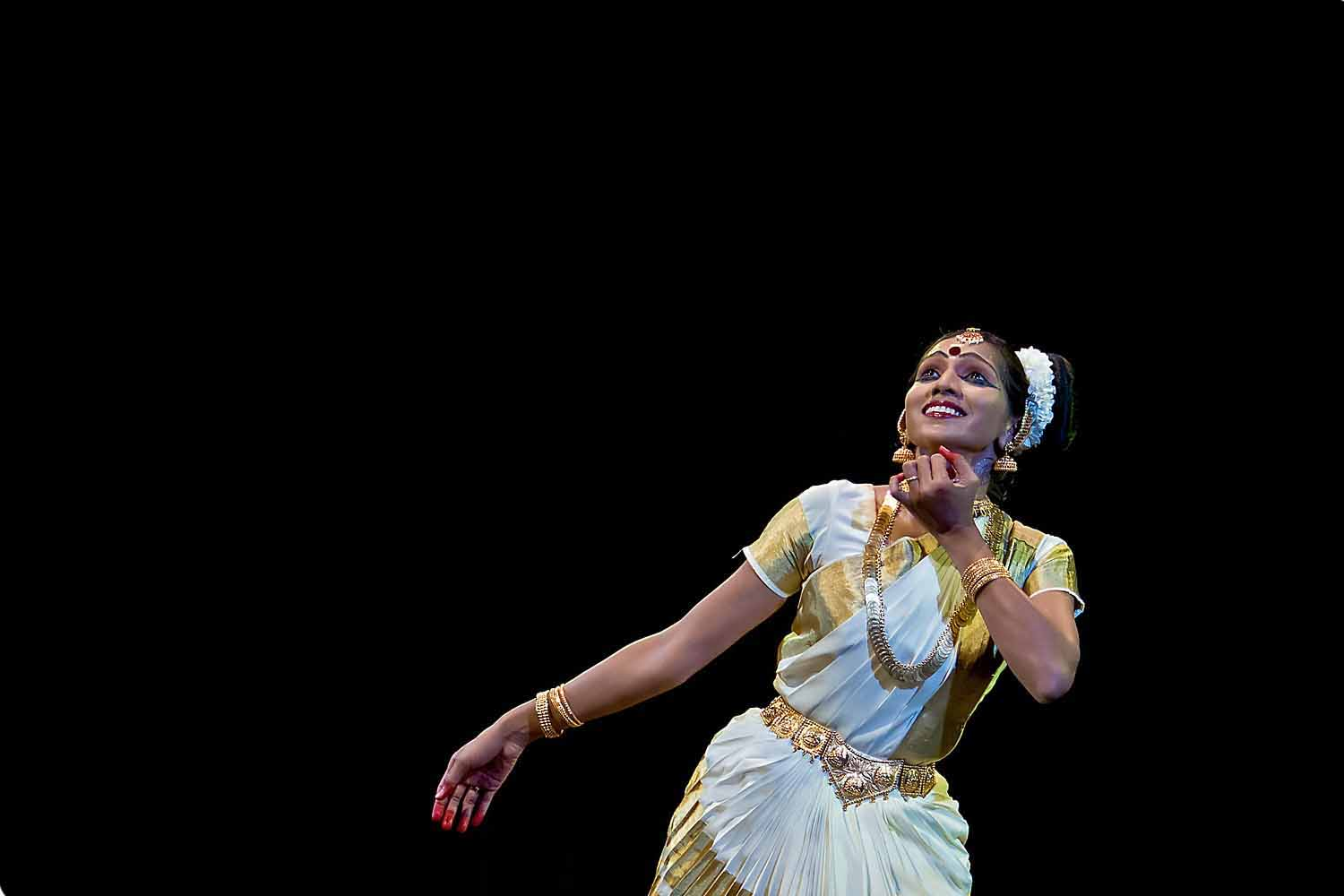
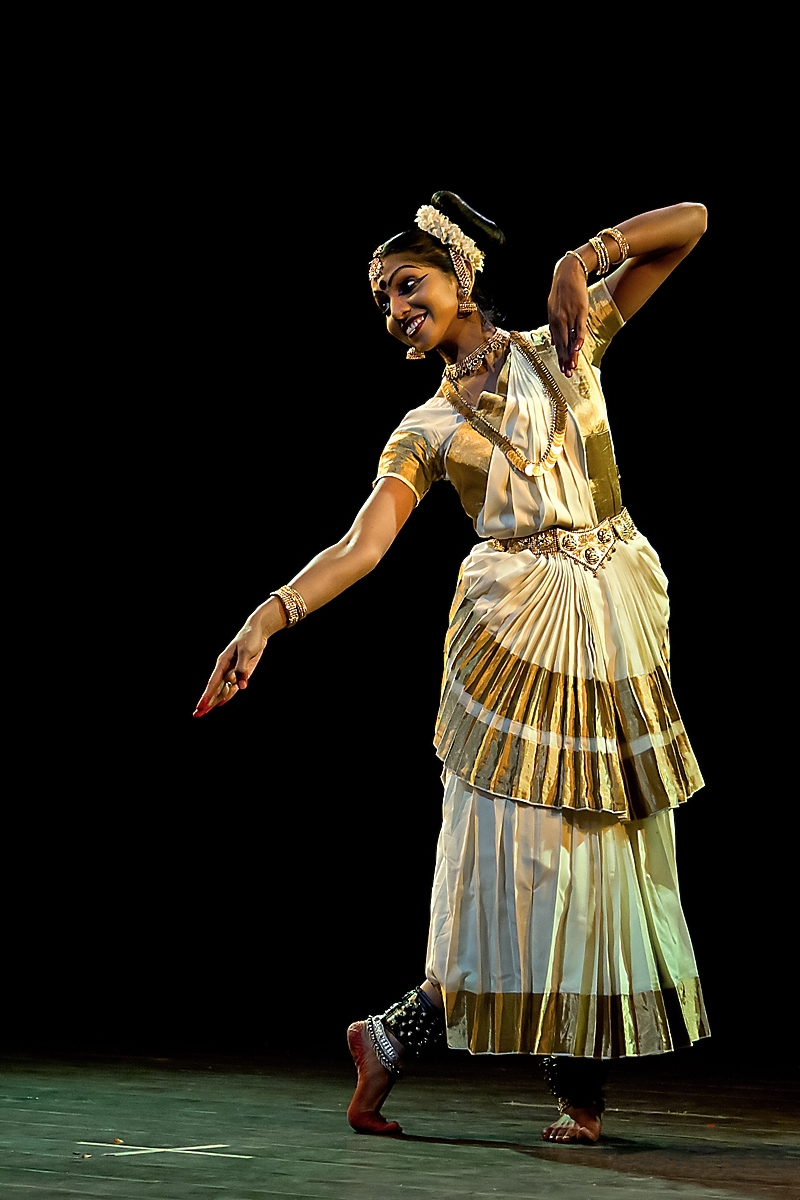
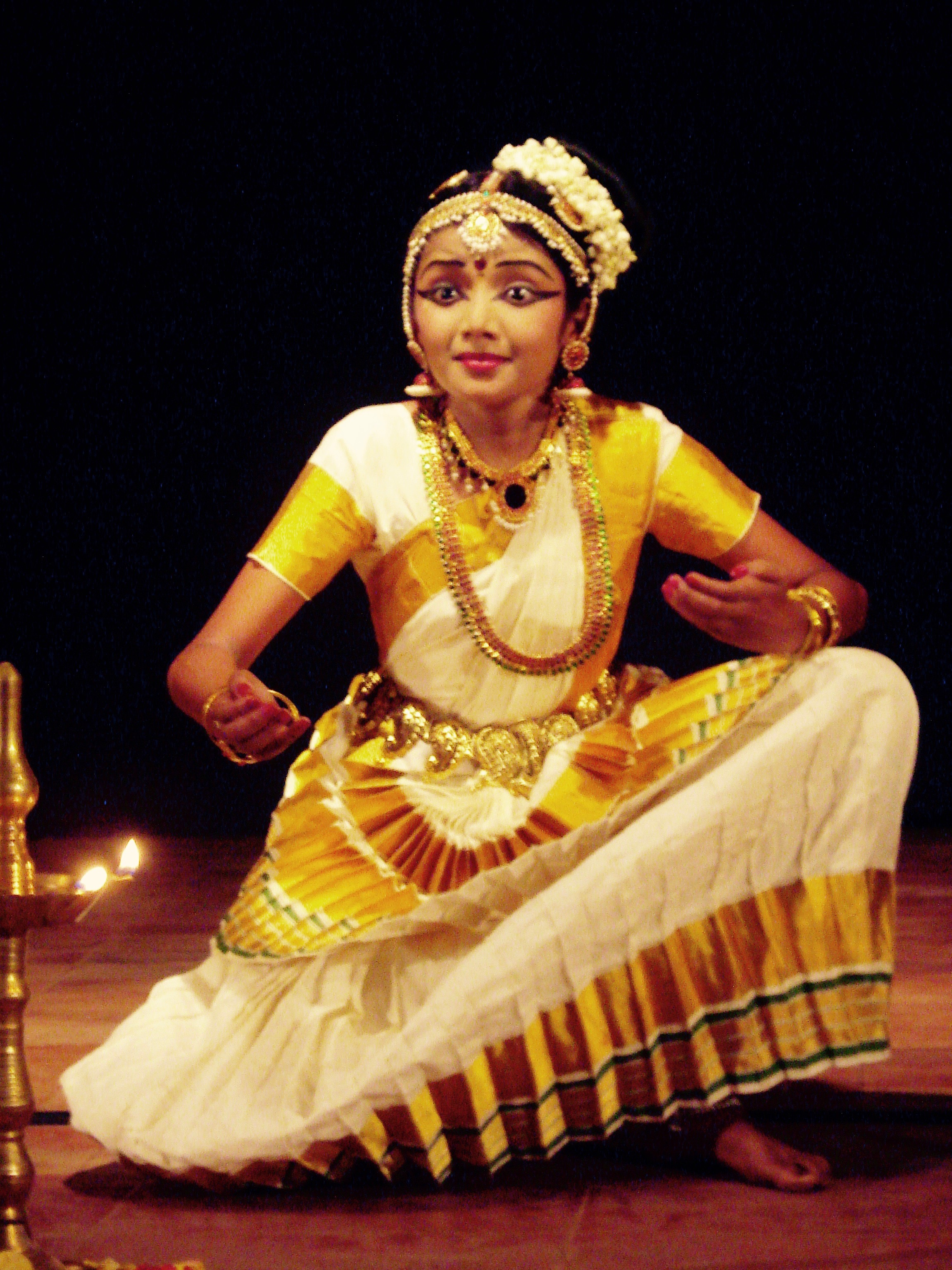
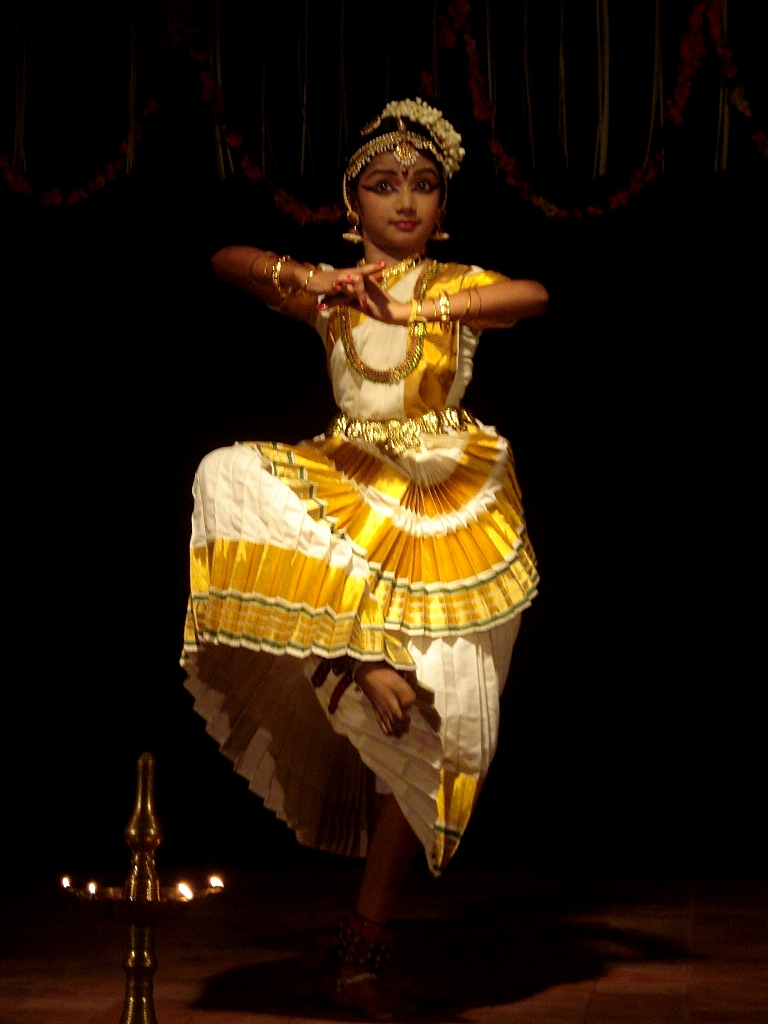
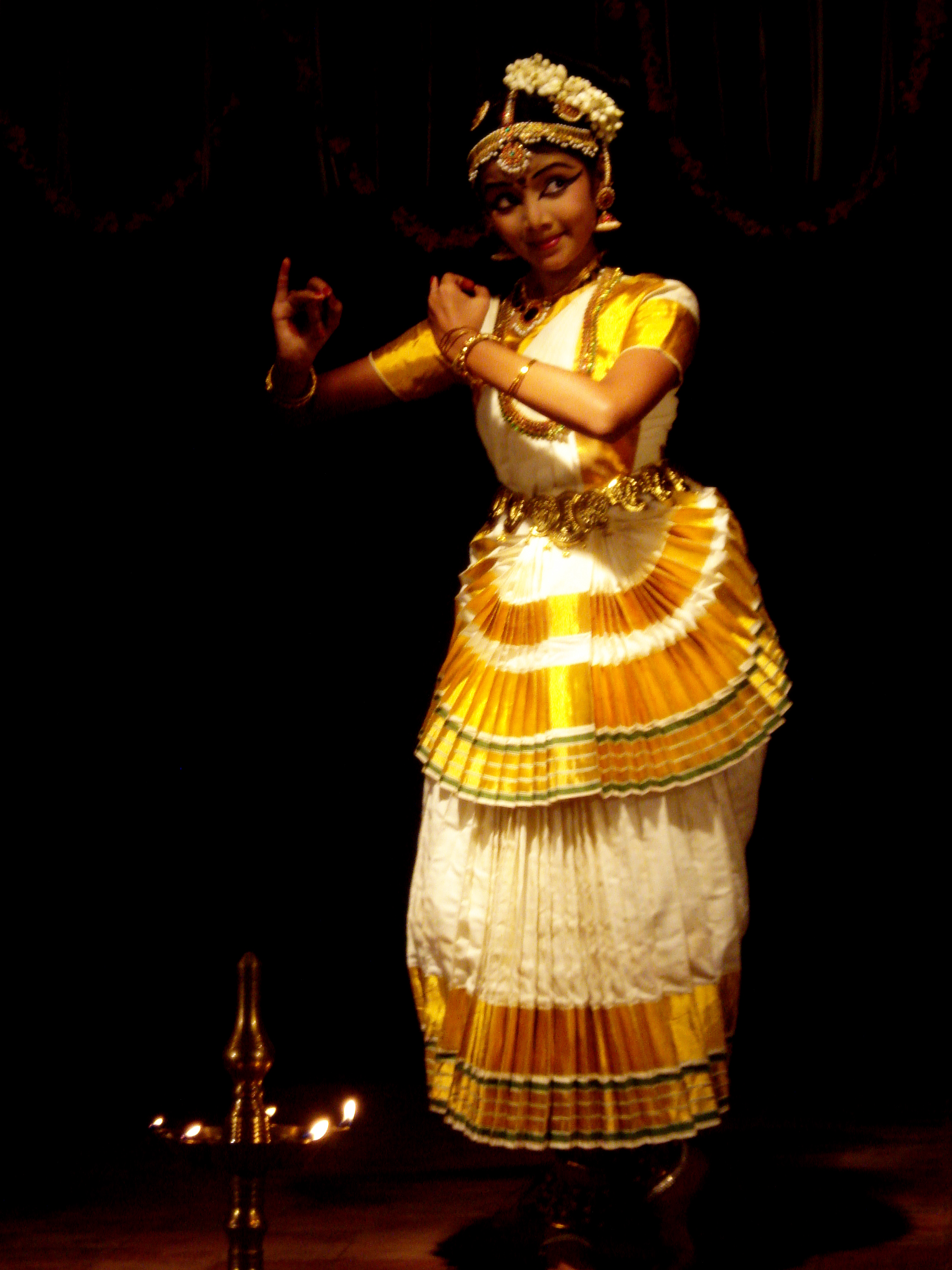
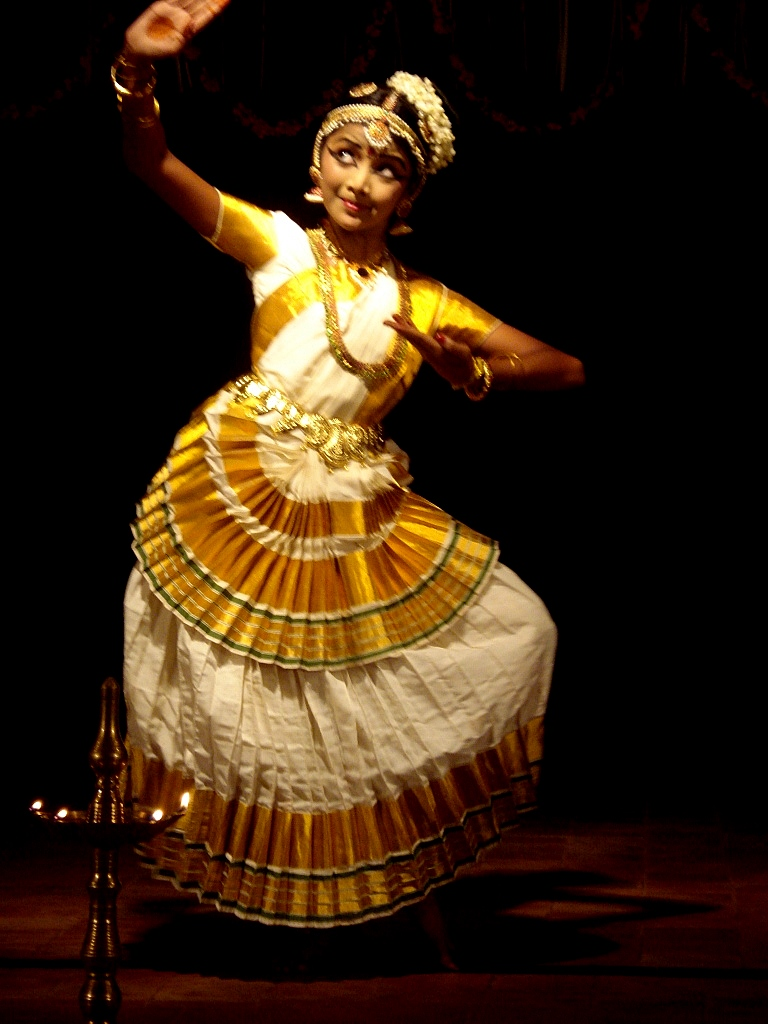
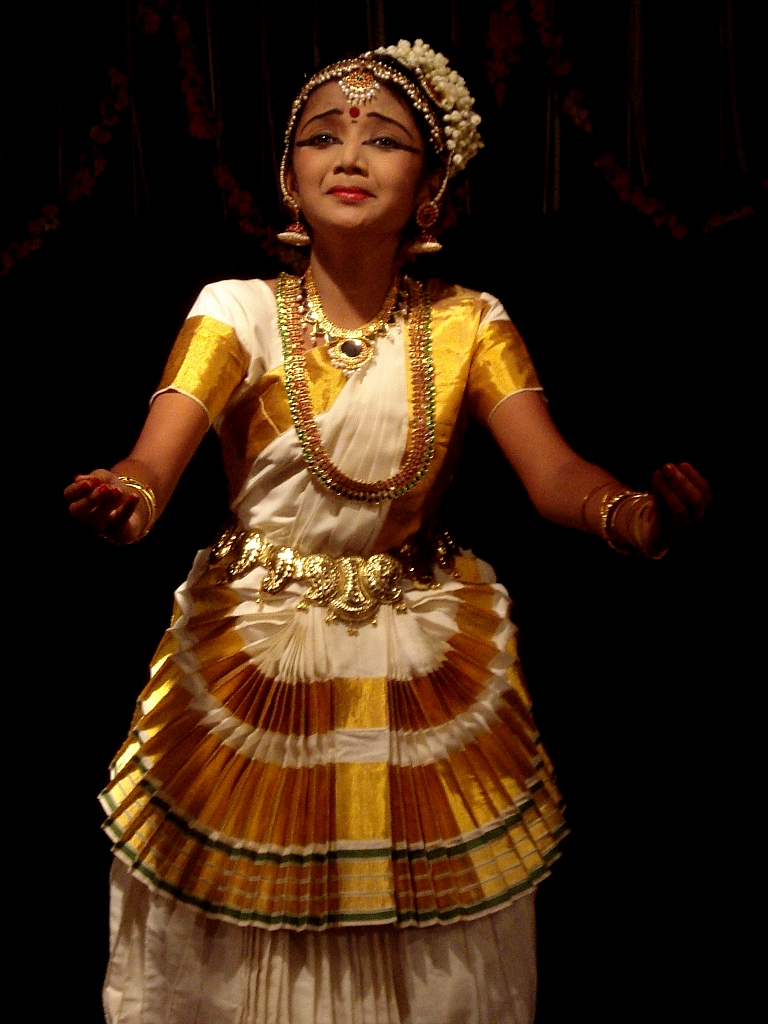
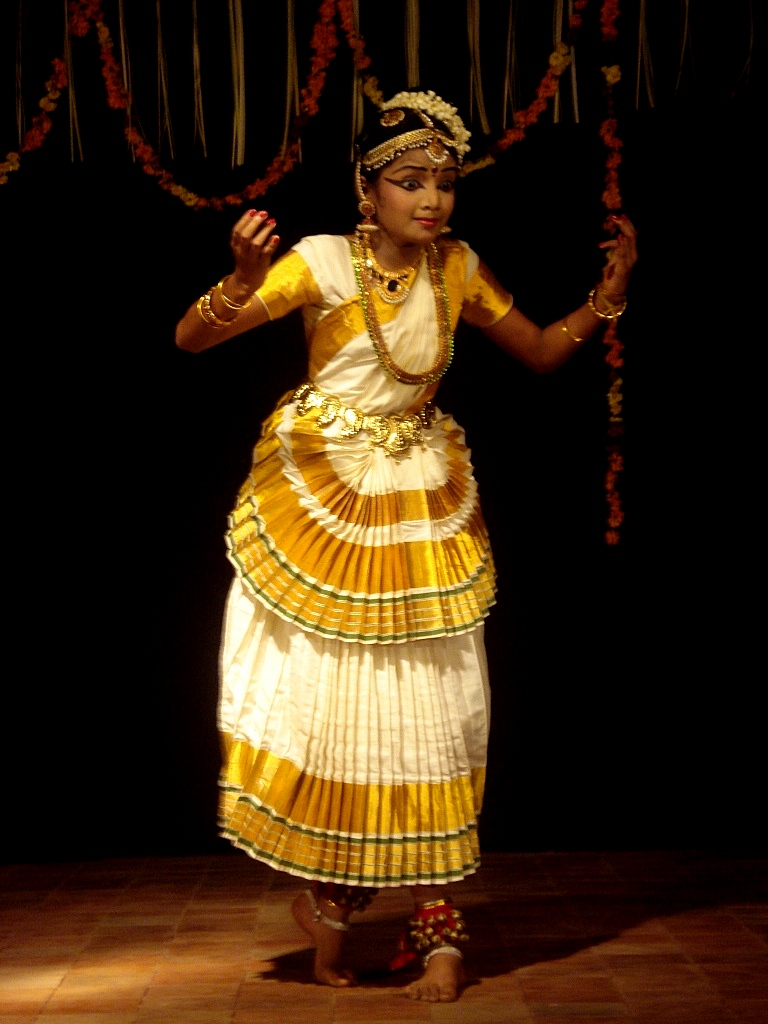
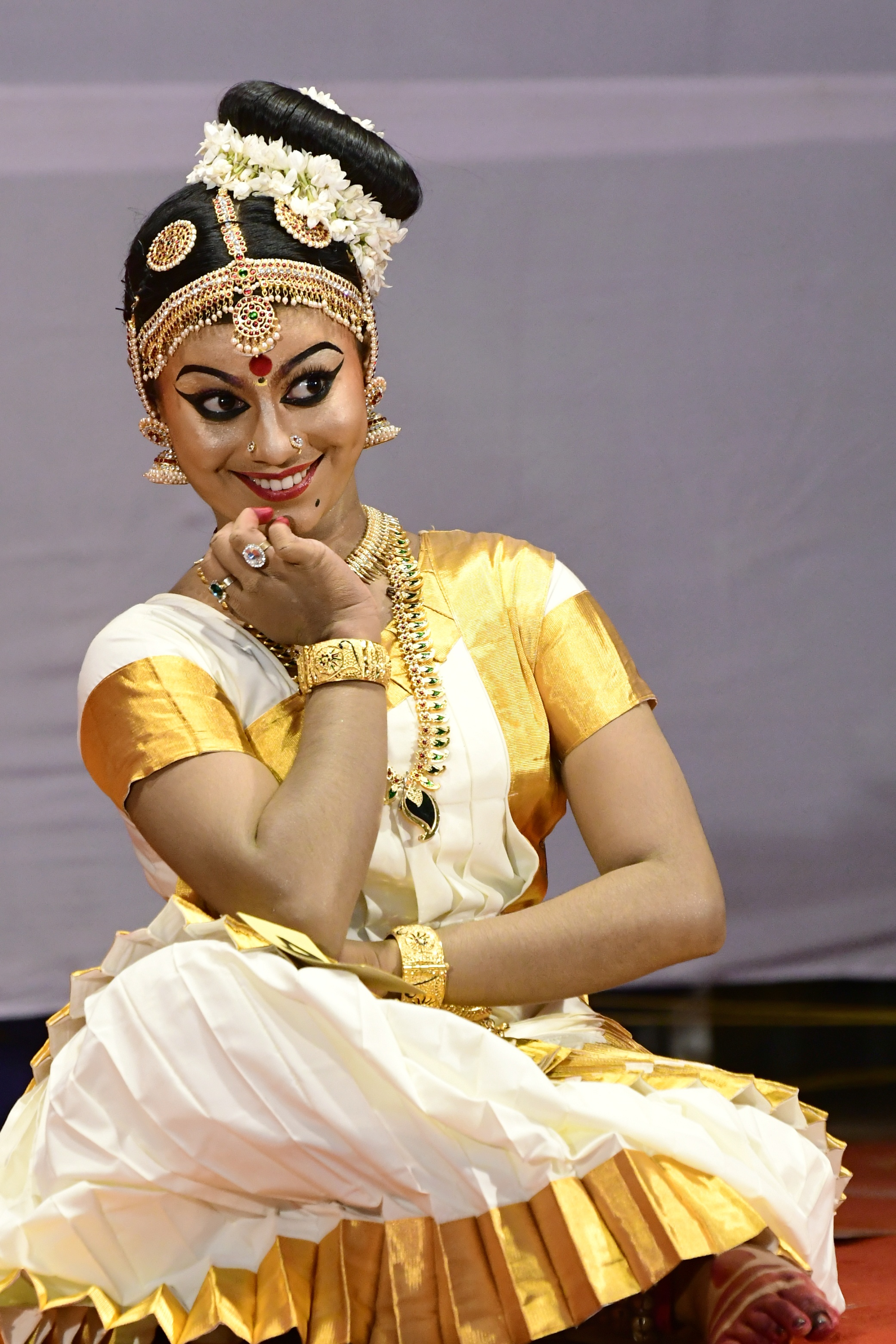
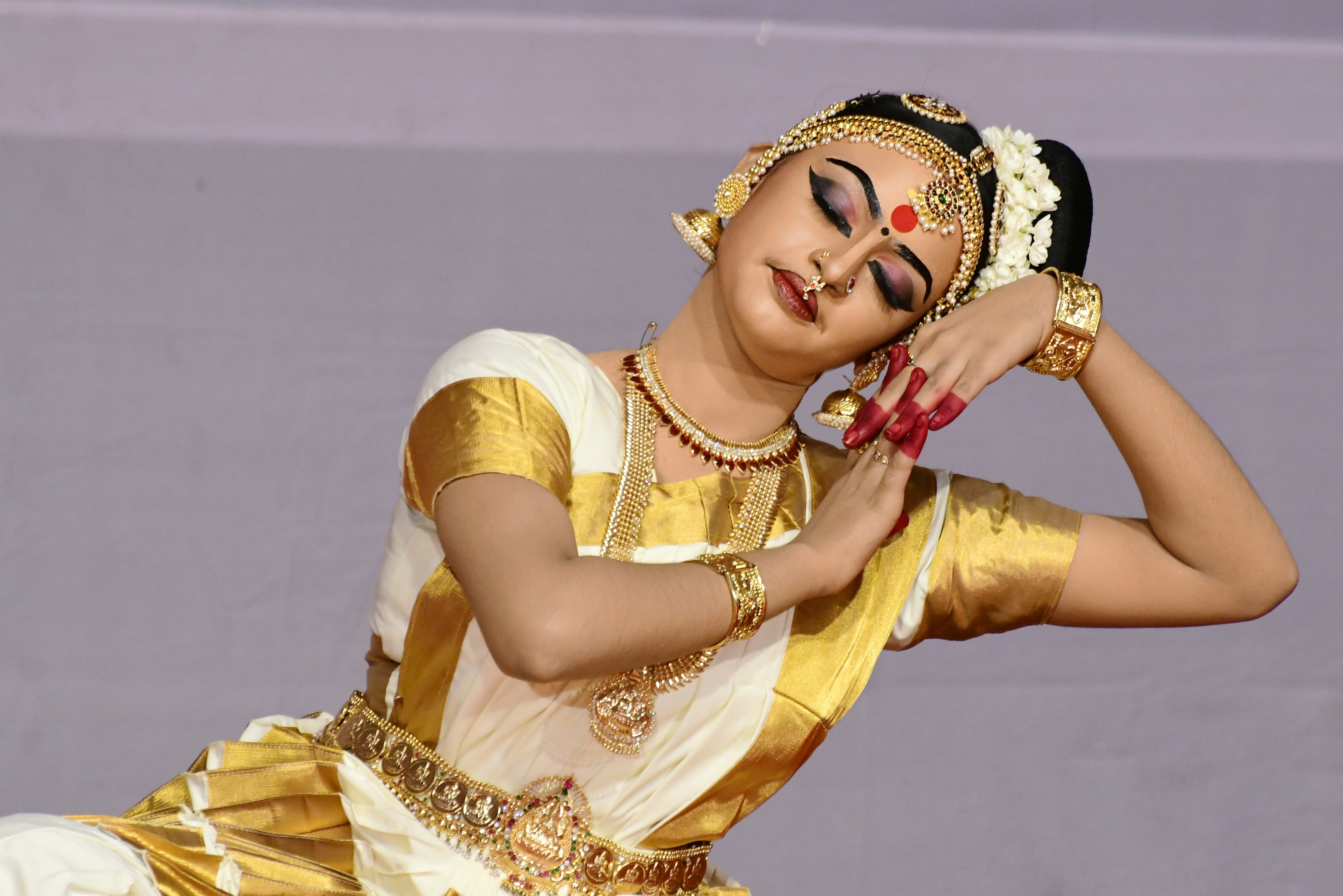
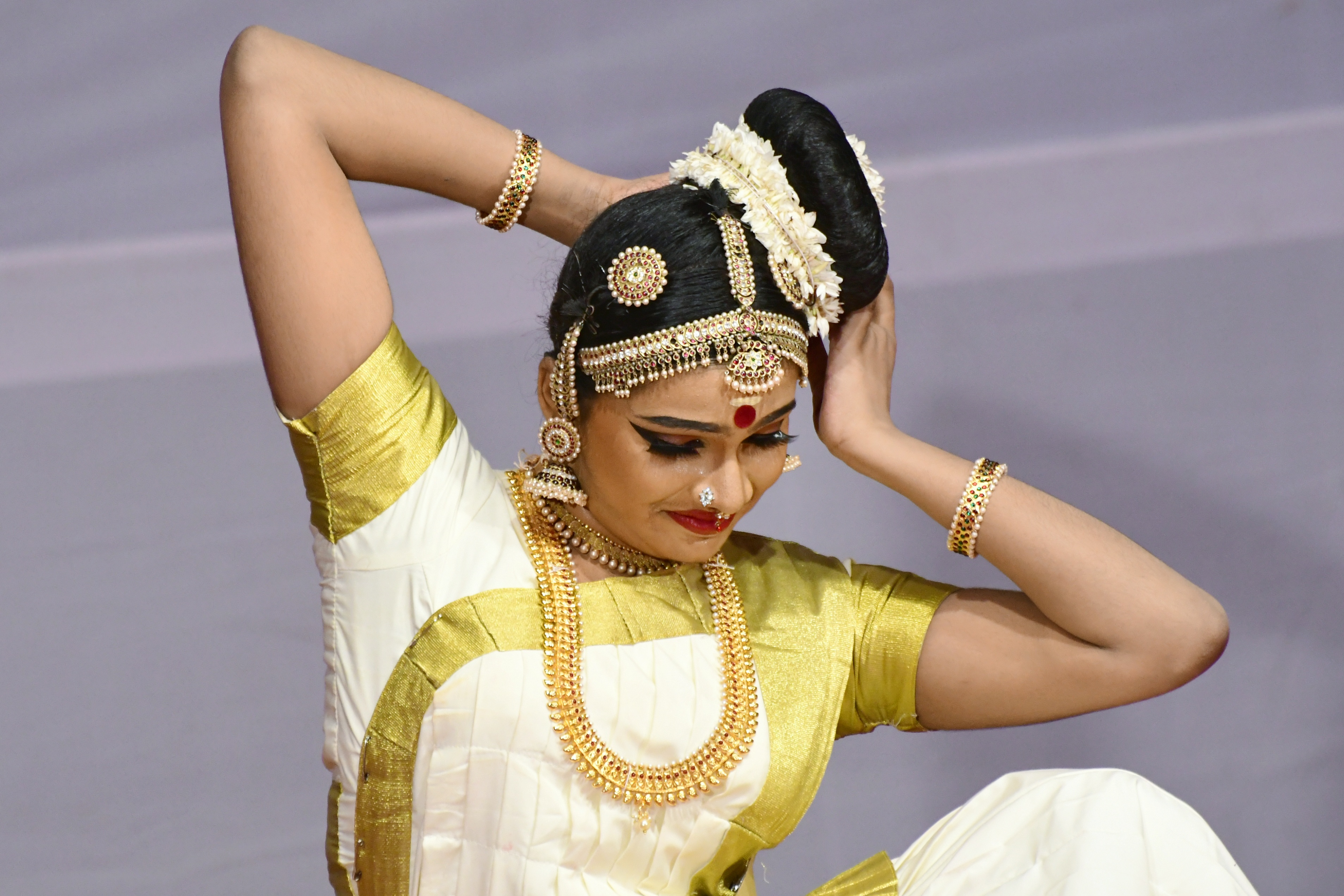
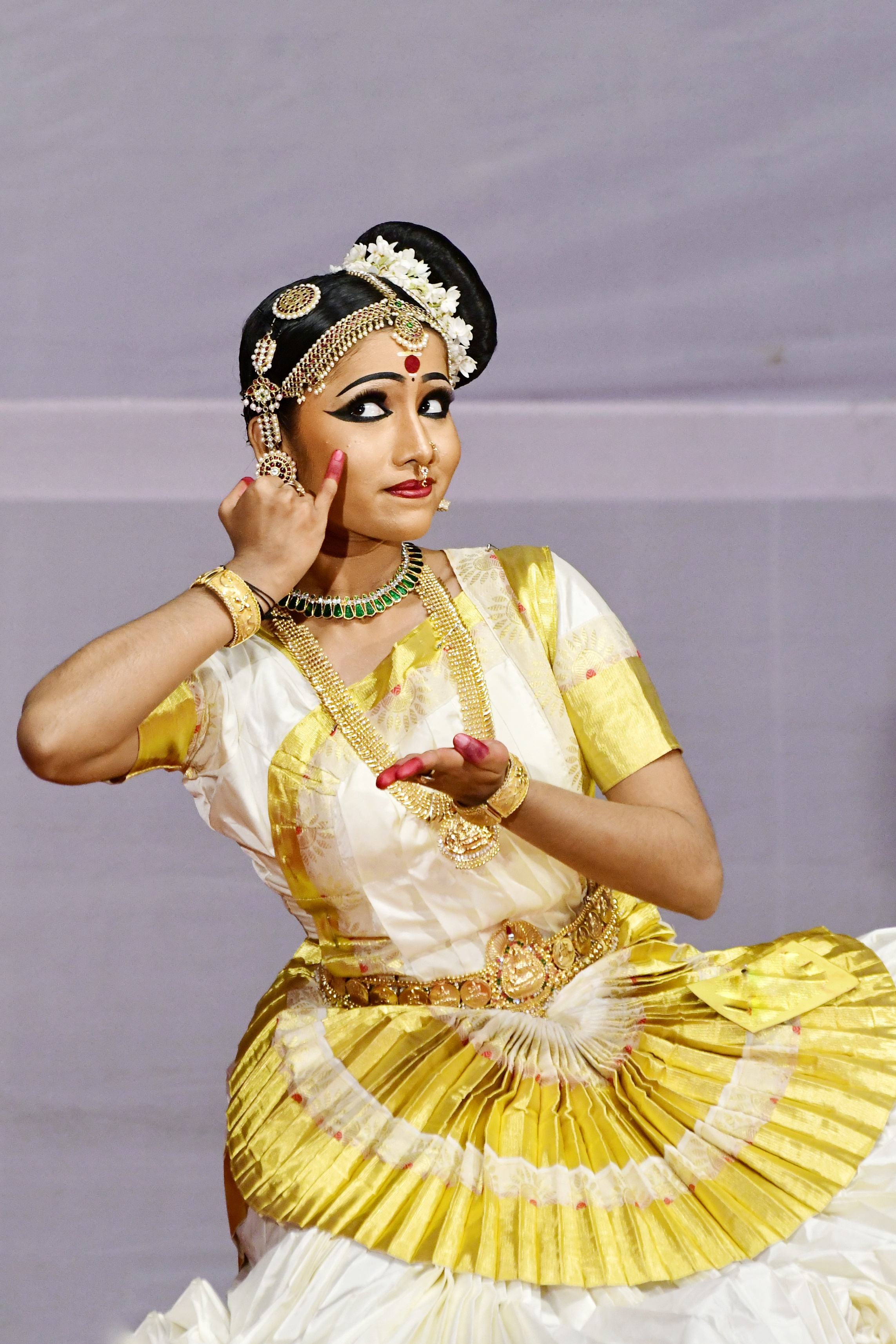
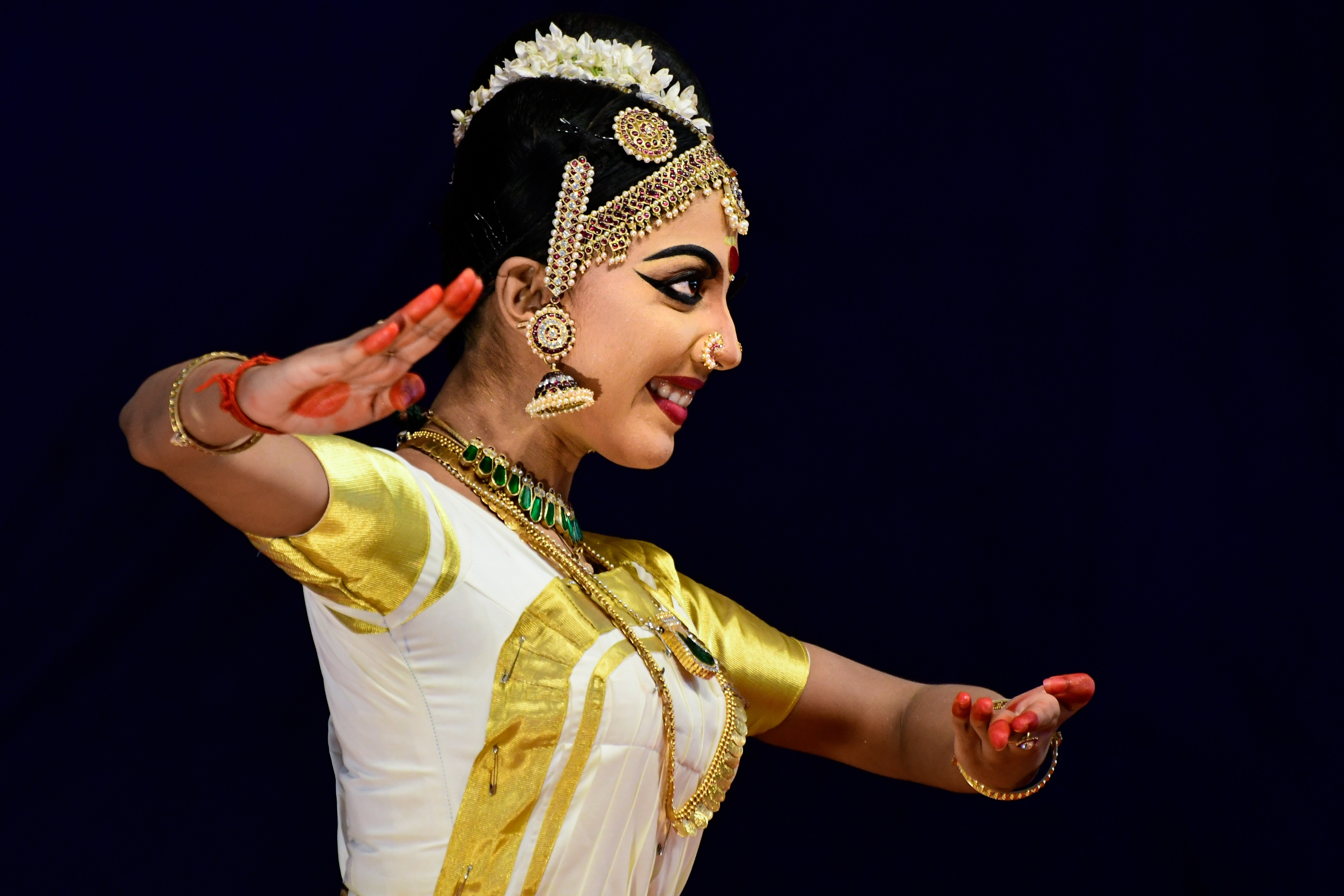
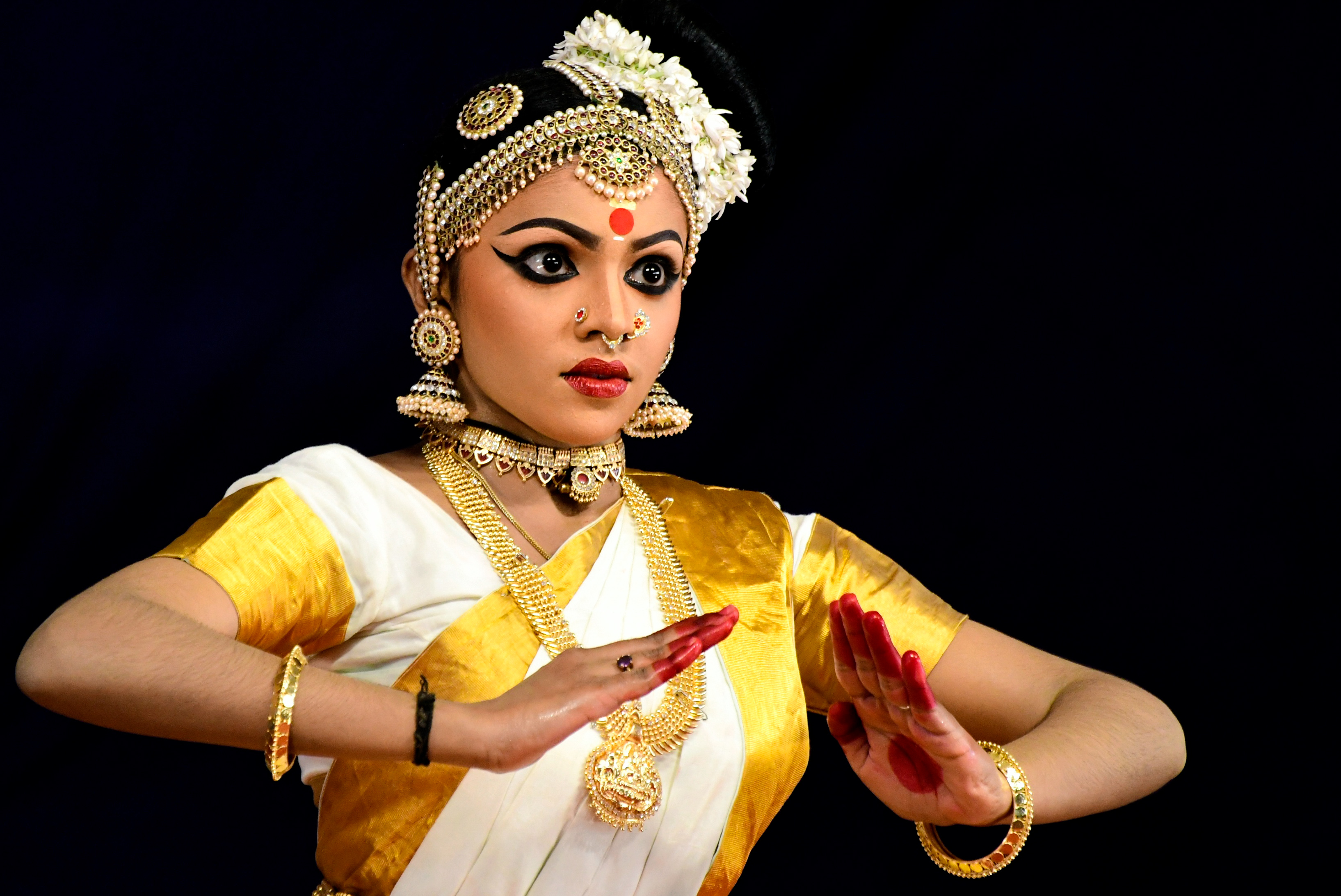